# Moscow Beatballs
Moscow Beatballs (можно перевести как «Столичные тефтели ритма») — трио музыкантов, сформировавшееся в Москве в 2017 году. Коллектив периодически является гостями радио и телевизионных передач, постоянно гастролирует по России и за рубежом.

## История группы
Музыканты долгое время играли в различных группах, разного уровня популярности, и в итоге прeвратились в сыгранную команду. Название группы придумал Игорь Юзов — солист и гитарист американо-российской группы Red Elvises. С момента создания идея группы не менялась — музыканты исполняют качественный блюз с элементами рокабилли и поп-музыки, смешивая разные жанры музыканты предпочитая называться танцевальной группой. Под них зажигают и буги-вуги, и тектоник, и танго и даже водят хороводы. Участвовали в CD-трибьютах, посвящённых таким исполнителям как Stray Cats, Кино, The Beatles, Громыка и Elvis Presley. Выпустили концертный альбом «Jazz Deformation», представляющий собой нестандартные кавер-версии на джазовые стандарты, записанный живьём в Джаз-клубе Андрея Макаревича. Участвовали в музыкальных шоу-проектах «Площадь Согласия» Продюсерского центра Игоря Сандлера и редакции газеты «Вечерняя Москва» И в Интеллектуальных играх «Студии Довженко» Архивная копия от 9 декабря 2021 на Wayback Machine. Снялись в криминальном сериале «Женская Версия» и записали для него песню «Звёздочка моя ясная» с актрисой Софьей Ардовой.
Группа периодически участвует в международных фестивалях, а собственные песни вытесняют кавера, которые уже звучат в эфирах западных радио станций: Radio-1, «Klinika dla chorych na bluesa Poland», Радио 100 Грамм, «Go Kat, GO! The Rock-A-Billy Show!» Motorbilly Radio USA, Видное Радио, «Traveling Blues» IDC International Radio Israel, Speedway Radio USA, «Tiny Wreckin' the Decks» RPR UK, «Учись слушать» на Радио Maximum, Rockin’Dave’s Roots Roundup Show USA, Радио Новая Волна, «Boom Boom Blues» VFM Radio Croatia, «Bielszy odcień Bluesa» Radio Trójka Poland, Страна FM, «ShakeaBilly» Radio Brazil, «Black on Blues» UK, Радио Говорит Москва, «The Retro Lounge Radio Show» Panama City USA, BluesBeat (CRN) Radio 5EFM Australia, Toksyna FM Poland, El Refugio Perdido Española, ISKC Radio Group Netherlands, «Blues en las ondas» UPV Radio Spain, «Surfin' Safari» Radio Coma Ukraine, Авторитет Fm, «PunkrPrincess Whatever Show» Whatever68 radio USA, RUSA Radio USA, «Blues pod Gwiazdam» Radio Akadera Poland, Phil Moggy on Rockin50s Radio UK, Surf del Desierto Radio Mexico, The Clint Beachwood Show from KCR Radio USA, Radio Rockabilly Beats Germany, Rádio Saquarema Surf Rock! Brasil и других.

## Участники группы
- Юрий Кривошеин — гитара, вокал
- Тимур Поповкин — бас-балалайка, вокал
- Павeл Войсков — вокал, барабаны

### Бывшие участники
- Сергей Арнаутов — вокал, барабаны

## Дискография

### Альбомы
- Jazz Deformation (2018) Live[4] Kafadan Kontak Records 2021 Turkey

### Сборники
- Rumble in Russia Tonight Stray Cats tribute 2018 On the Hill Records. Jаpan
- Benefit of Mr. Kitesurfer 2019 Sharawaji Records. UK
- FleaHab Sober Living Environment Benefit Compilation 2019 Thumper Punk Records. USA
- Elvis Presley 85 World Tribute 2019 Rude Runner Records. Jаpan
- Проект «ГУМ — Гром(Ы)кая Удивительная Музыка» 2019 Союз Мьюзик. Russia
- Surf Camp `Russian Wave` 2020 Sazanami Label. Jаpan
- Охота!-94 2020 Бомба-Питер. Russia
- Russian Tribute of Elvis Presley 2020 Thousands Records. Jаpan
- Full Moon On Moskva River 2020 ShapeShift Records. USA
- Orchestra Pit's Reverberation 2021 Sharawaji Records. UK
- Hoochie Coochie Human 2021 ShapeShift Records. USA

### Frogman / surfband
- Orchestra Pit's Reverberation 2021 Sharawaji Records. UK
- Sea Sea Rider 2022 Sharawaji Records. UK

## Фестивали

### Российские фестивали
- Свинговый Бум Архивная копия от 13 августа 2020 на Wayback Machine 2017 (Москва)
- Emergenza 2017 (Москва)
- Moscow Christmas Swing Dance Архивная копия от 9 августа 2020 на Wayback Machine Camp 2018,2019, 2020 (Москва)
- Олдтаймер-Галерея Архивная копия от 5 августа 2020 на Wayback Machine 2018, 2019 (Москва)[9]
- Московский Mотовернисаж Архивная копия от 7 августа 2020 на Wayback Machine 2018 (Москва)
- Московская весна A Caрpella Архивная копия от 10 августа 2020 на Wayback Machine 2018, 2019 (Москва)
- Rock’N’Road Архивная копия от 9 августа 2020 на Wayback Machine 2018 (Гирвас, Карелия)
- Времена и Эпохи Архивная копия от 8 августа 2020 на Wayback Machine 2018 (Москва)
- World Cup Boogie Woogie 2018 (Москва)[10]
- Новые Звёзды Архивная копия от 14 марта 2022 на Wayback Machine 2019 (Сочи)
- Moscow Classic Grand Prix 2019 (Москва)
- Фестиваль «Московское Джазовое Лето» Архивная копия от 24 июня 2021 на Wayback Machine 2019
- На Шестой Передаче Архивная копия от 28 июля 2019 на Wayback Machine 2019, 2020, 2021 (Cуздаль)
- Золотая Осень 2019 Златовёрст МСС Архивная копия от 18 декабря 2019 на Wayback Machine (Калуга)
- Russian Woodstock Архивная копия от 4 августа 2020 на Wayback Machine 2019 (Тула)[2][11]
- Золотой голос России Архивная копия от 14 мая 2021 на Wayback Machine 2020 (Москва)
- Russian Grill Fest Архивная копия от 12 июня 2021 на Wayback Machine 2021 (Москва)

### Зарубежные фестивали
- Latviabeerfest Архивная копия от 5 августа 2020 на Wayback Machine 2018 (Riga, Latvia)
- Gdynia Blues Festival Архивная копия от 5 августа 2020 на Wayback Machine 2018 (Gdynia, Poland)
- Valašský špalíček Архивная копия от 9 января 2016 на Wayback Machine 2018 (Valasske Mezirici, Czech Republic)
- Suwałki Blues Festival 2018 (Suwałki, Poland)[12]
- Blues Express 2018 (Złotów, Poland)
- Valge Daami Bike Show Архивная копия от 6 февраля 2020 на Wayback Machine 2018 (Haapsalu, Estonia)
- Bluesfestival Frauenfeld 2019 (Frauenfeld, Schweiz)[13]
- Hot Rod Dragstrip Contest Архивная копия от 3 августа 2020 на Wayback Machine 2019 (Plzně, Czech Republic)
- Augustowski Blues Maraton Архивная копия от 6 августа 2020 на Wayback Machine 2019 (Augustow, Poland)
- Western Piknik Архивная копия от 6 августа 2020 на Wayback Machine 2019 (Sułomino, Poland)
- Power Camp Архивная копия от 3 августа 2020 на Wayback Machine 2019 (Otepää, Estonia)
- Drive-In & Rock 2019 (Nurmes, Finland)